# Titidius dubius
Titidius dubius är en spindelart som beskrevs av Cândido Firmino de Mello-Leitão 1929. 
Titidius dubius ingår i släktet Titidius och familjen krabbspindlar. Inga underarter finns listade i Catalogue of Life.